# Can Fabes
Can Fabes fou un restaurant situat a Sant Celoni, amb Santi Santamaria de xef, anteriorment conegut com El Racó de Can Fabes. A aquest restaurant se li van atorgar tres estrelles a la Guia Michelin, la màxima classificació per a un restaurant des del 1994. El restaurant va tancar l'agost del 2013, 2 anys després de la mort del seu xef, Santi Santamaria.

## Reconeixements
- Millor Cuiner d'Espanya 1993. Academia de Gastronomía y la Cofradía de la Buena Mesa.
- Tres estrelles Michelin des del 1994.
- Millor Cuiner i Millor Restaurant 1997. Guia Gourmetour.
- Gran Prix de l'Art de la Cuisine 1997. Acadèmia Internacional de Gastronomia.
- Prix Internacional CIBUS aux embassadeurs des produits méditerranées dans le monde. Federalimentare et Fiere di Parma.

## Curiositats
El 16 de desembre de 2013 es va celebrar una subhasta al restaurant Caelis de Barcelona, on es van vendre els típics plats del restaurant, incloent tasses, teteres, cassoletes, soperes.